# فريدي ليون
فريدي ليون (بالإسبانية: Freddy León)‏ هو لاعب كرة قدم كولومبي، ولد في 24 سبتمبر 1970 في بوغوتا في كولومبيا. شارك مع منتخب كولومبيا لكرة القدم. أما مع النوادي، فقد لعب مع ديبورتيس توليما وديبورتيس كوينديو ونادي ميلوناريوس.

## وصلات خارجية
- فريدي ليون على موقع قاعدة بيانات كرة القدم.إي يو (الإنجليزية)
- فريدي ليون على موقع ناشيونال فوتبول تيمز (الإنجليزية)
- فريدي ليون على موقع عالم كرة القدم.نت (الإنجليزية)